# Mrakoplaš
Mrakoplaš je postava z knih Terryho Pratchetta pojednávajících o Zeměploše. Jedná se o hubeného, vysokého, nedostudovaného mága s řídkým plnovousem, který je ústřední postavou mnoha zeměplošských románů. Nosí mágský klobouk i róbu víceméně červené barvy. Obojí má svá nejlepší léta za sebou. Na klobouku má vyšito MÁK (v originále WIZZARD, v obou případech pravopisně špatně).
Vyznačuje se nešikovností, neschopností (zejména k čarování ke kouzlení) a odporem k práci. Je ale velmi nadaný na jazyky a vyloženě velký talent (nebo spíše obrovskou dávku štěstí a náhody v jeho prospěch) má ohledně útěku a přežití v podmínkách neslučitelných s životem, což vede k jeho opakovaným schůzkám se Smrtěm, aniž by ten ovšem mohl splnit své poslání. Zprvu proto mezi těmito dvěma postavami panovalo jisté napětí, které se však později urovnalo. Mrakoplaš je aktuálně nejspíše jediným obyvatelem Zeměplochy, u něhož Smrť nedokáže určit čas jeho skonu, a to ani přibližně. (Každý člověk má přesýpací hodiny, které určují kdy zemře. Ty Mrakoplašovy připomínají něco, co vytvořil sklář se škytavkou ve stroji času.)
Je oblíbencem bohyně Dámy, což je pravděpodobně důvodem jak pro to, kolik dobrodružství zažil, tak pro to, že je přežil.
Neschopnost při čarování ovšem neznamená, že by nikdy žádné kouzlo nepoužil. Během prvních dvou knih měl v hlavě jedno z osmi Velkých zaklínadel (i když tak trochu proti své vůli) a na konci ho seslal (nebo spíš nechal ho se seslat). Toto zaklínadlo způsobuje jeho neschopnost jakkoliv jinak čarovat, protože v jeho hlavě vytěsňuje jakákoliv jiná. V Magickém prazdroji zase byla koncentrace magie tak vysoká, že i jemu se dařilo čarovat.
Se svými schopnostmi nedokázal za šestnáct let projít zkoušky, nikdy v testech neměl větší úspěšnost jak 2% a ty získal jen díky svému víceméně správně napsanému jménu, nikdy nedosáhl ani první z osmi možných magických úrovní, ale titul mága dostal za velký čin ve službách a ve prospěch magie. Přesněji, arcikancléř potřeboval poslat někoho, jehož popis se na Mrakoplaše překvapivě hodil, na téměř sebevražednou misi (viz Zajímavé časy), a proto využil tohoto ustanovení pravidla o získání titulu mága, aby ho k cestě přinutil.
Po vyjasnění jeho statutu (a několika dobrodružstvích) zůstal na Neviditelné univerzitě a dokonce mu bylo uděleno sedm akademických titulů (mj. profesor Krutého a neobvyklého zeměpisu), o které nikdo jiný neměl zájem. Nejspíše proto, aby ho zbytek mágů udržel na NU.
Má sbírku kamenů z cest a k jídlu miluje brambory na všechny způsoby. Také má rád nudu a v této souvislosti i hrášek.
Zajímavé je i Mrakoplašovo Zavazadlo (dar od Dvoukvítka).
Typické rčení: „Už tady nejsem!“
Následující typické rčení: „Čím jsem si zase vykoledoval tohle?“
A často tiché mumlání: „No nazdar, no nazdar.“
Umí škemrat o milost v několika jazycích plynně a v mnoha dalších alespoň částečně, hlavně větu „Nezabíjejte mne!“ dokáže vykřiknout snad téměř v každém. Možná i díky tomu prošel, možná spíše proběhl, téměř celý svět, ne-li celý. Navštívil dokonce i Peklo.